# Aghione
Aghione est une commune française située dans la circonscription départementale de la Haute-Corse et le territoire de la collectivité de Corse.
Elle appartient à l'ancienne piève d'Aléria.

## Géographie

### Situation
Aghione est une commune située en bordure de la plaine orientale, à l'ouest d'Aléria, et constitue avec Casevecchie et Ghisonaccia la partie basse des dépendances des anciennes pièves de Rogna et Castello. Elle est arrosée par le Tagnone, affluent du Tavignano, qui divise la commune en une zone de collines au nord et une zone de plaine, plus étendue et en grande partie cultivée, au sud.

## Urbanisme

### Typologie
Au 1er janvier 2024, Aghione est catégorisée commune rurale à habitat très dispersé, selon la nouvelle grille communale de densité à sept niveaux définie par l'Insee en 2022.
Elle est située hors unité urbaine et hors attraction des villes,.

### Occupation des sols
L'occupation des sols de la commune, telle qu'elle ressort de la base de données européenne d’occupation biophysique des sols Corine Land Cover (CLC), est marquée par l'importance des territoires agricoles (56 % en 2018), une proportion identique à celle de 1990 (56,4 %). La répartition détaillée en 2018 est la suivante : 
forêts (31 %), cultures permanentes (26,8 %), zones agricoles hétérogènes (23,5 %), milieux à végétation arbustive et/ou herbacée (10,8 %), prairies (5,3 %), eaux continentales (1,5 %), zones industrielles ou commerciales et réseaux de communication (0,8 %), terres arables (0,4 %). L'évolution de l’occupation des sols de la commune et de ses infrastructures peut être observée sur les différentes représentations cartographiques du territoire : la carte de Cassini (XVIIIe siècle), la carte d'état-major (1820-1866) et les cartes ou photos aériennes de l'IGN pour la période actuelle (1950 à aujourd'hui).

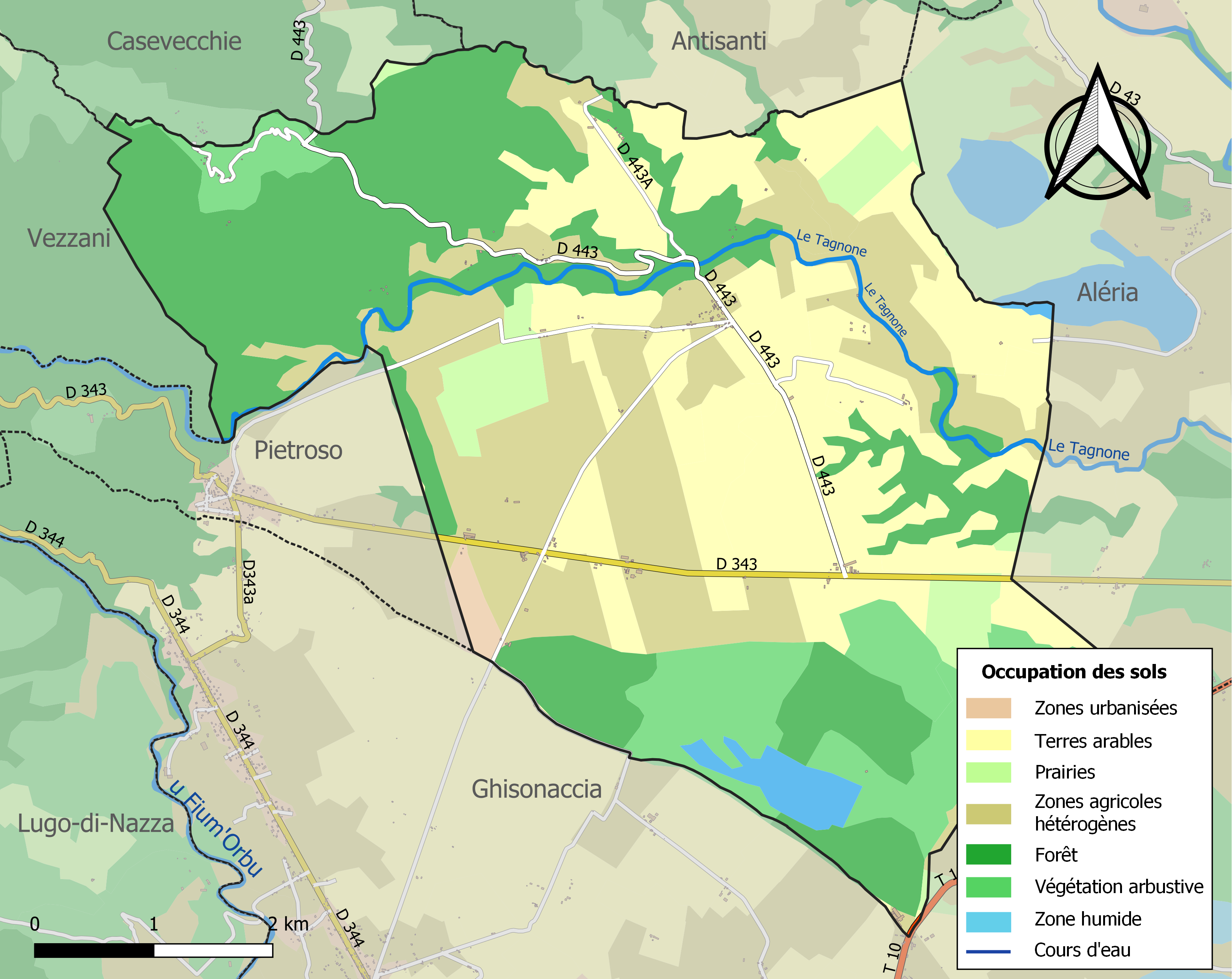
Carte des infrastructures et de l'occupation des sols de la commune en 2018 (CLC).

### Voies d'accès et transports
La commune est traversée, dans sa partie sud, par la route départementale 343 qui relie la RT 10 (ex-RN 198) à la haute vallée du Tagnone (Vezzani, chef-lieu du canton, à 25 kilomètres). La D 443 s'en détache au lieu-dit Samuletu, passe à Aghione-chef-lieu, et monte à Casevecchie.

## Toponymie
Le nom corse de la commune est Aghjone /aˈɟɔnɛ/, issu du corse aghja « aire de battage du blé » avec juxtaposition du suffixe augmentatif -one. Il peut donc se traduire par « grande aire à blé ».

## Histoire
Au cours de la Seconde Guerre mondiale, Aghione sert d'aérodrome aux chasseurs de la 15th USAAF dans le cadre du débarquement en Provence.

## Politique et administration
| Période                                  | Période  | Identité       | Étiquette | Qualité     |
| ---------------------------------------- | -------- | -------------- | --------- | ----------- |
| mars 2001                                | 2008     | Jean Baldovini | DVD       |             |
| mars 2008                                | En cours | André Casanova | DVD       | Agriculteur |
| Les données manquantes sont à compléter. |          |                |           |             |

## Démographie
L'évolution du nombre d'habitants est connue à travers les recensements de la population effectués dans la commune depuis 1866. Pour les communes de moins de 10 000 habitants, une enquête de recensement portant sur toute la population est réalisée tous les cinq ans, les populations de référence des années intermédiaires étant quant à elles estimées par interpolation ou extrapolation. Pour la commune, le premier recensement exhaustif entrant dans le cadre du nouveau dispositif a été réalisé en 2008.

En 2022, la commune comptait 246 habitants, en évolution de +3,36 % par rapport à 2016 (Haute-Corse : +5,15 %, France hors Mayotte : +2,11 %).
| 1866 | 1872 | 1876 | 1881 | 1886 | 1891 | 1896 | 1901 | 1906 |
| ---- | ---- | ---- | ---- | ---- | ---- | ---- | ---- | ---- |
| 287  | 305  | 238  | 428  | 273  | 306  | 349  | 404  | 305  |

| 1911 | 1921 | 1926 | 1931 | 1936 | 1946 | 1954 | 1962 | 1968 |
| ---- | ---- | ---- | ---- | ---- | ---- | ---- | ---- | ---- |
| 305  | 213  | 204  | 187  | 176  | 185  | 100  | 87   | 93   |

| 1975 | 1982 | 1990 | 1999 | 2006 | 2008 | 2013 | 2018 | 2022 |
| ---- | ---- | ---- | ---- | ---- | ---- | ---- | ---- | ---- |
| 279  | 317  | 282  | 245  | 236  | 233  | 228  | 243  | 246  |

## Économie
La commune d'Aghione est essentiellement agricole. Les collines servent de pâture aux chèvres, moutons ou porcs, tandis que la plaine est plantée de vignes et d'arbres fruitiers (kiwis, clémentines). Mais aucune entreprise agricole importante n'est installée sur la commune. En particulier le raisin est collecté par les caves vinicoles voisines, principalement la cave coopérative d'Aléria.
Aucun commerce ou service non plus n'est présent sur la commune. Les habitants trouvent presque tout le nécessaire à Aléria ou à Ghisonaccia.
La commune n'ayant aucun accès à la mer, pourtant proche (Alzitone est à 5 kilomètres de la côte), Aghione n'a aucun équipement touristique, et n'abrite pas de résidences secondaires.

## Lieux et monuments
- Église Saint-Philippe.
- Sources d'eau sulfureuse de Puzzichello (site actuellement abandonné).
- Réservoir d'Alzitone (retenue artificielle).
- Ancienne voie ferrée de la plaine orientale.

## Personnalités liées à la commune
- Antoine Bonelli, dit Bellacoscia (1827-1907), un des plus célèbres bandits d'honneur corse des XIXe et XXe siècles, y est mort.